# Jan de Haas
 (juin 2014).
Si vous disposez d'ouvrages ou d'articles de référence ou si vous connaissez des sites web de qualité traitant du thème abordé ici, merci de compléter l'article en donnant les références utiles à sa vérifiabilité et en les liant à la section « Notes et références ».
Pour les articles homonymes, voir Haas.
Jan de Haas est un musicien belge, né le 1er juin 1962 à Bruxelles. Très jeune, il s'intéresse à la musique et aux percussions en particulier.

## Biographie
Jan de Haas passe 3 ans au Berklee College of Music de Boston où il accompagne des musiciens américains tels que Phil Wilson, Tony Dagradi, Dave Kikoski, Makoto Ozone, etc.
En 1981, sa vie professionnelle commence comme batteur dans l'orchestre de la BRT sous la direction d’Étienne Verschuren. En 1982, l'année de son retour en Europe, il gagne le premier prix du Jazz Hoeilaart, avec son groupe.
Depuis cette époque, il accompagne des artistes belges et étrangers et participe à de nombreux enregistrements. Il enseigne également au Conservatoire d'Anvers. En tant que leader, son premier album est sorti en 1999 sous le nom de For the one and only, dans lequel il nous révèle ses talents de vibraphoniste. Parmi les musiciens avec qui il a joué, il y a : Chet Baker, Toots Thielemans, Jacques Pelzer, Philip Catherine, Michel Herr, Paolo Radoni, Steve Houben, Guy Cabay, Charles Loos, Richard Rousselet, Diederik Wissels, etc.

## Discographie
En tant que leader :
- 2003 : Jan de Haas Quintet - Doing My Thing (W.E.R.F.)
- 1999 : Jan de Haas - For The One And Only (Igloo)

En tant que participant :
- 2013 : Swing Dealers - Hot Arrabbiata (Autoproduction)
- 2012 : Diederik Wissels Trio - Tender is the night (Igloo)
- 2011 : Swing Dealers - Through the night (ZYX Music)
- 2011 : Charles Loos - Three times twenty (Mognomusic)
- 2011 : Swing Dealers - Soul traders (ZYX Music)
- 2009 : Swing Dealers - Swing & soul for sale !
- 2009 : Alexandre Furnelle Orchestra - Views of Xela (Mognomusic)
- 2009 : Jacques Pirotton - Parachute (Igloo)[2]